# Robert Kunkel
Robert Marian Kunkel (ur. 1949) – polski architekt, doktor habilitowany inżynier architekt, profesor nadzwyczajny Politechniki Warszawskiej, w latach 2008–2016 prodziekan Wydziału Architektury Politechniki Warszawskiej do spraw naukowych.

## Życiorys
W 1967 matura w Liceum im. Tadeusza Reytana w Warszawie, w 1972 magisterium na Wydziale Architektury Politechniki Warszawskiej. W latach 1973–1977 był asystentem w Instytucie Maszyn Matematycznych. W 1986 uzyskał stopień doktora. W 1995 został dyrektorem Ośrodka Dokumentacji Zabytków, funkcję tę pełnił do 2003 roku. W 2008 uzyskał habilitację na podstawie pracy na temat historii gotyckiej architektury Mazowsza.
Członek Międzynarodowej Rady Ochrony Zabytków i Miejsc Historycznych oraz rady programowej Stowarzyszenia Wspólnota Polska. Jako wykładowca akademicki uczył w Uniwersytecie Warszawskim historii architektury średniowiecza, a w swojej Alma Mater wykłada w Pracowni Architektury Polskiej.
Autor i współautor kilkunastu książek, m.in. na temat architektury romańskiej i architektury gotyckiej w Polsce. Autor m.in. projektu grobowca króla Stanisława Augusta Poniatowskiego w katedrze św. Jana w Warszawie (1995), projektu rekonstrukcji Sali Tronowej Zamku Królewskiego (1996) oraz kolumnady Przybytku Arcykapłana w Arkadii (1998).